# Fanfulla (Schauspieler)

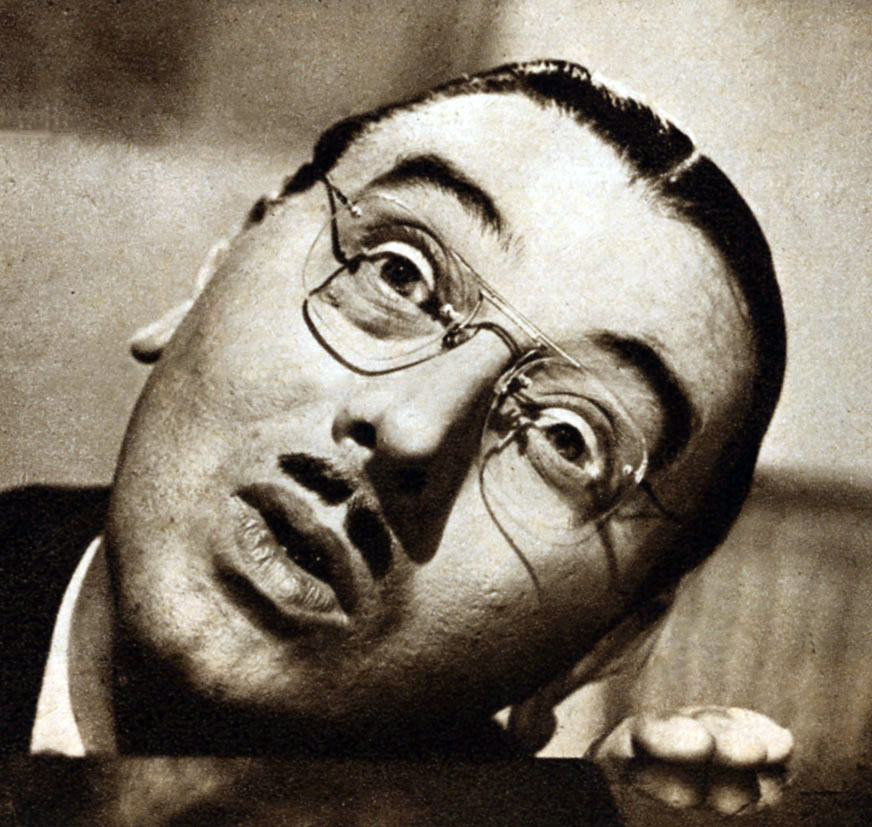
Luigi Visconti (Fanfulla)

Fanfulla (eigentlich Luigi Visconti; * 26. Februar 1913 in Rom; † 5. Januar 1971 in Bologna) war ein italienischer Schauspieler.

## Leben
Fanfulla begann seine Bühnenkarriere in jugendlichem Alter in zweitrangigen Provinz-Tourneetheatern. Der Sohn des Stars des „Avanspettacolo“ (eines spezifisch italienischen, der Revue und dem Varieté nahestehenden Theatergenres) Diavolina (d. i. die Bologneserin Mercedes Menolesi) gründete zu Beginn der 1940er Jahre seine eigene Truppe, in deren Varieté- und Avanspettacolo-Aufführungen er sich mit surrealer Komik zum Darsteller der ersten Garde mit völlig eigenständiger Darstellungsart entwickelte. Auf Italientourneen präsentierte sein Ensemble gut angenommene Unterhaltung wie E poi diconno che non c'è denaro (1941/42), von Fanfulla selbst geschrieben oder Il teatro della caricatura (1943/44), in welchem auch Anna Magnani, Alberto Sordi, Carlo Rizzo, Valentina Cortese und Andrea Checchi spielten. Fanfullas Bühnensprache war die der satirischen Zeitschriften Marc'Aurelio und Bertoldo, wobei er leuchtend farbenfrohen Jacken trug.
Nach dem Krieg setzte er seine Bühnenkarriere als erster Komiker fort; das Autorenduo Mario Amendola und Ruggero Maccari schrieben ihm zwischen 1945 und 1951 drei Stücke auf den Leib. Andere Aufführungen dieser Zeit waren La favola di tutti i tempi und Fanfulla varietà. Mit dem Jahr 1951 wechselte er zum Film, wobei er meist in seinen Fähigkeiten nicht angemessenen Nebenrollen schematischer Art eingesetzt wurde (mit gelegentlichen Ausnahmen in Fellini-Filmen, für dessen Satyricon seine Darstellung auch mit einem Nastro d’Argento bepreist wurde). In der Spielzeit 1967/68 kehrte Fanfulla auf die Bühne zurück. Divertentissimo, von Dino Verde geschrieben, versuchte, das alte Genre wiederzubeleben; doch auch dessen einstiger Star wirkte vor allem gealtert und pathetisch.
Privat war Fanfulla mit der Kollegin Nelly Fioretta bis zur Scheidung 1945 verheiratet.
Er starb durch einen Herzinfarkt im Alter von 57 Jahren.

## Filmografie (Auswahl)
- 1958: Totò und Marcellino (Totò e Marcellino)
- 1959: Tina räumt auf (La sceriffa)
- 1959: Und zu leicht befunden (Morte di un amico)
- 1959: Die Vergeltung des roten Korsaren (Il figlio del corsaro rosso)
- 1960: Die Hölle am gelben Fluß (Apocalisse sul fiume giallo)
- 1960: Der Meistergauner (Il mattatore)
- 1960: Todesfalle Tresor 17 (Rapina al quartiere Ovest)
- 1961: Der Gauner von Bagdad (Il ladro di Bagdad)
- 1961: Halt mal die Bombe, Liebling (Che gioia vivere)
- 1961: I magnifici tre
- 1969: Fellinis Satyricon (Fellini – Satyricon)
- 1970: Die Clowns (I clowns)